# Baldo Angelo Abati

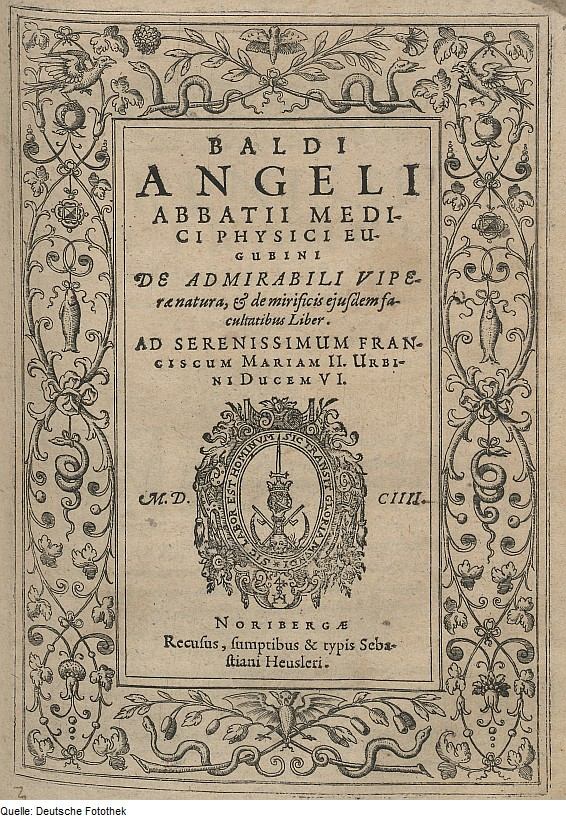
De Admirabili Viperae natura, & de mirificis eiusdem facultatibus Liber, Titulní strana vydání z roku 1603

Baldo Angelo Abati, také Abbati nebo Baldus Angélus Abbatius, byl italský lékař žijící v druhé polovině 16. století.
Jeho kniha De admirabili viperae natura et de mirificis eiusdem facultatibus liber (1589, Urbino) byl prvním dílem o plazech. Byla věnována urbinskému vévodovy. Druhé vydání je z roku 1591 (Urbino), další 1603 (Norimberk). 5 z 32 kapitol se zabývá účinky a lékařským použitím hadího jedu. V kapitole 14 pojednává o hadím mase a jeho kuchyňské úpravě.

## Dílo
- De admirabili viperae natura, et de mirificis eiusdem facultatibus liber; Urbino; 1589
- Opus discussarum concertationum praeclarum, de rebus, verbis, et sententiis controversis, ex omnibus fere scriptoribus, libri XV; Pesaro; 1594
- Baldi Angeli Abbatii De admirabili viperae natura & de mirificis ejusdem facultatibus liber. Broun, Hagae Com. 1660.